# انستون
انستون (به انگلیسی: Enstone) یک روستا و محله مدنی در بریتانیا است که در آکسفوردشر غربی واقع شده‌است. انستون ۱٬۱۳۹ نفر جمعیت دارد.